# Pierwiastki trzeciego okresu
Pierwiastki trzeciego okresu – pierwiastki chemiczne znajdujące się w trzecim okresie (rzędzie) układu okresowego pierwiastków. Trzeci okres zawiera osiem pierwiastków: sód, magnez, glin, krzem, fosfor, siarka, chlor i argon.

## Znaczenie i występowanie

Rozpowszechnienie pierwiastków chemicznych w Układzie Słonecznym

Wszystkie pierwiastki należące do tego okresu są szeroko rozpowszechnione, niemetale z tego okresu (oprócz argonu) zaliczają się do makroelementów i mają fundamentalne znaczenie dla istot żywych. Wchodzą one także w skład wielu pospolicie występujących substancji, np. krzemionki i soli kuchennej.
| Z  | Symbol | Nazwa  | Właściwości metaliczne  | Konfiguracja elektronowa |
| -- | ------ | ------ | ----------------------- | ------------------------ |
| 11 | Na     | sód    | metal alkaliczny        | [Ne]3s1                  |
| 12 | Mg     | magnez | metal ziem alkalicznych | [Ne]3s2                  |
| 13 | Al     | glin   | metal                   | [Ne]3s23p1               |
| 14 | Si     | krzem  | półmetal                | [Ne]3s23p2               |
| 15 | P      | fosfor | niemetal                | [Ne]3s23p3               |
| 16 | S      | siarka | niemetal                | [Ne]3s23p4               |
| 17 | Cl     | chlor  | niemetal – fluorowiec   | [Ne]3s23p5               |
| 18 | Ar     | argon  | gaz szlachetny          | [Ne]3s23p6               |

## Pierwiastki znajdujące się w okresie

### Sód
Sód jest bardzo reaktywnym metalem; na Ziemi znaczne jego ilości występują w oceanach w postaci soli.

### Magnez
Magnez wchodzi w skład wielu minerałów, m.in. oliwinu i dolomitu, występuje także często w postaci jonów w wodzie morskiej. Jest także składnikiem chlorofilu.

### Glin
Glin jest najpospolitszym metalem w skorupie ziemskiej. W postaci technicznie czystej substancji (aluminium) oraz jej stopów jest powszechnie wykorzystywany przez człowieka.

### Krzem
Krzem jest drugim, po tlenie, najpospolitszym pierwiastkiem w skorupie ziemskiej; tworzy liczne minerały – krzemiany. Dzięki właściwościom półprzewodnikowym jest najważniejszym obecnie budulcem układów scalonych.

### Fosfor
Fosfor jest reaktywnym niemetalem. Ze względu na ważną rolę biologiczną, jest używany w rolnictwie wchodząc w skład nawozów.

### Siarka
Siarka jest reaktywnym niemetalem, jednak występuje na Ziemi także w postaci rodzimej. Złoża siarki tworzą się często w wyniku aktywności wulkanicznej i hydrotermalnej, jednak jest ona także spotykana w organizmach żywych jako składnik dwóch ważnych aminokwasów – cysteiny i metioniny.

### Chlor
Chlor jest
w warunkach standardowych bardzo reaktywnym, trującym gazem. Występuje w postaci anionu Cl- w wodzie morskiej; jego właściwości utleniające sprawiają, że jest często używany do dezynfekcji, w szczególności poprzez chlorowanie wody.

### Argon
Argon jest gazem szlachetnym, praktycznie nie wchodzącym w reakcje chemiczne. Jest trzecim głównym składnikiem powietrza, nie licząc pary wodnej.